# 普法芬施奈德山

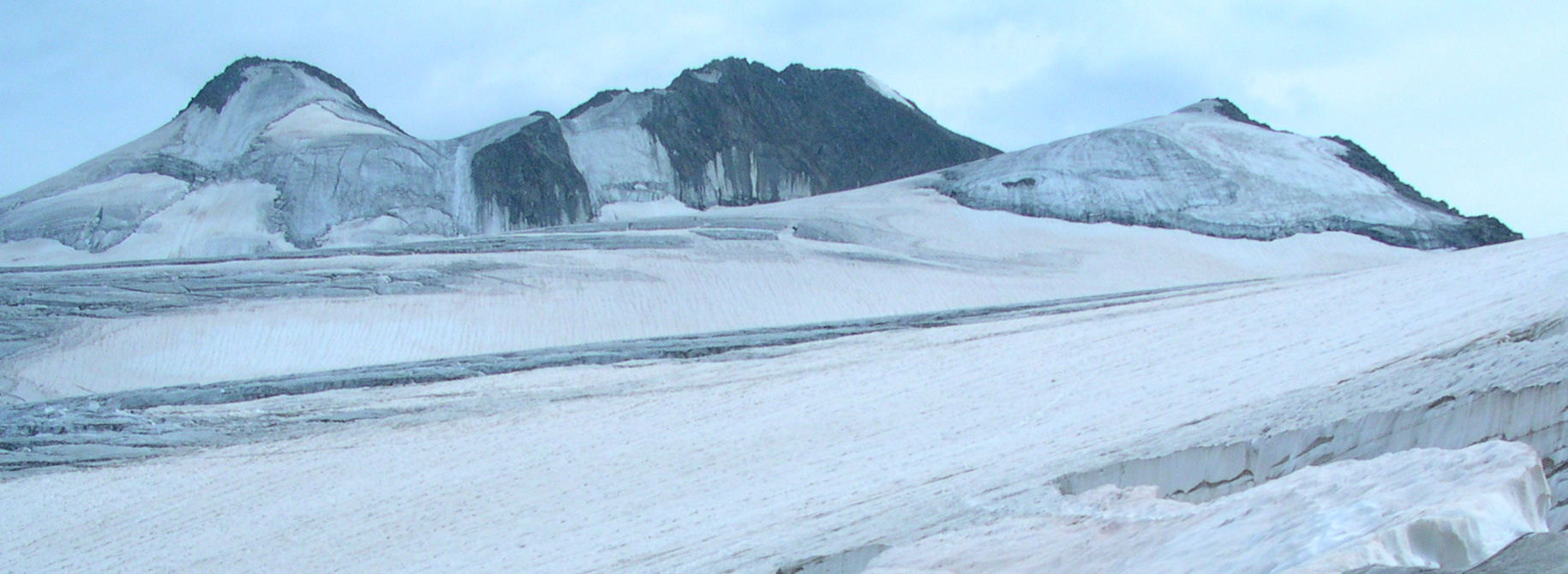

46°57′45″N 11°8′53″E / 46.96250°N 11.14806°E
普法芬施奈德山（德語：Pfaffenschneide），是奧地利的山峰，位於該國西部，由蒂羅爾州負責管轄，屬於斯圖拜阿爾卑斯山脈的一部分，距離楚克許特爾山0.3公里，海拔高度3,498米，人類在1863年首次登頂。